# Michał Słoma

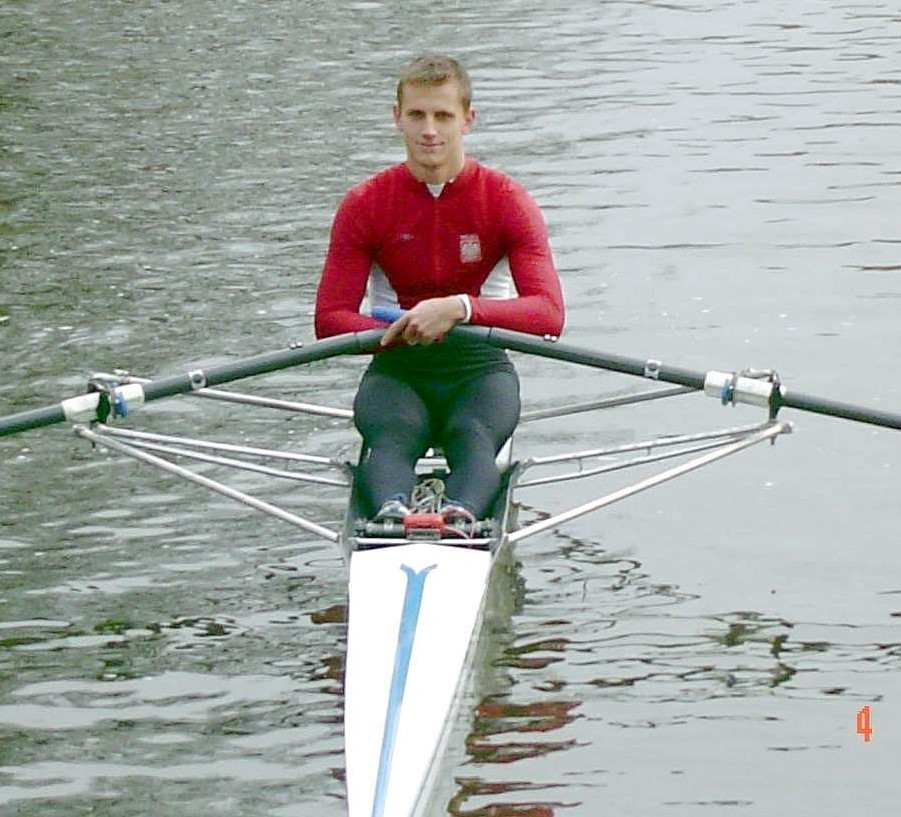
Michał Słoma, 2004

Michał Słoma (* 31. Januar 1982 in Prostki) ist ein ehemaliger polnischer Ruderer. Er nahm an den Olympischen Spielen in London 2012 im Wettbewerb des Männer-Einers teil und ist mehrmaliger Medaillengewinner bei polnischen Meisterschaften. Seine besten internationalen Platzierungen waren der vierte Platz im Doppelzweier bei den Weltmeisterschaften 2006 und die Bronzemedaille im Doppelvierer bei den Europameisterschaften 2009.

## Erfolge
- U23-Weltregatta 2002 in Genua, 6. Platz im Doppelvierer
- U23-Weltregatta 2003 in Belgrad, 6. Platz im Doppelzweier
- U23-Weltregatta 2004 in Poznań, 2. Platz im Doppelvierer
- Weltmeisterschaften 2005 in Gifu (Japan), 9. Platz im Doppelzweier
- Weltmeisterschaften 2006 in Eton, 4. Platz im Doppelzweier
- Weltmeisterschaften 2007 in München, 12. Platz im Doppelzweier
- Europameisterschaften 2007 in Poznań, 4. Platz im Doppelzweier
- Weltmeisterschaften der Studierenden 2008 in Belgrad, 1. Platz im Doppelzweier
- Europameisterschaften 2008 in Athen, 4. Platz im Doppelzweier
- Weltmeisterschaften 2009 in Poznań, 8. Platz im Doppelzweier
- Europameisterschaften 2009 in Brest, 3. Platz im Doppelvierer
- Europameisterschaften 2010 in Montemor-o-Velho, 5. Platz im Doppelzweier
- Weltmeisterschaften 2011 in Bled, 14. Platz im Doppelzweier
- Europameisterschaften 2011 in Plowdiw, 4. Platz im Einer
- Olympische Spiele 2012 in London, 17. Platz im Einer